# Polynema longicauda
Polynema longicauda är en stekelart som beskrevs av Jean-Jacques Kieffer 1913. Polynema longicauda ingår i släktet Polynema och familjen dvärgsteklar. Inga underarter finns listade i Catalogue of Life.